# 辻原弘市
辻原 弘市（つじはら ひろいち、1923年（大正12年）1月23日 - 1985年（昭和60年）10月19日）は、日本の教育者、政治家。日本社会党衆議院議員(8期)。日本武道館常任理事。

## 来歴
和歌山県出身。1940年（昭和15年）和歌山県立田辺中学校（現和歌山県立田辺中学校・高等学校）を卒業。朝鮮窒素肥料に入社し研究部に配属された。1943年（昭和18年）和歌山師範学校本科を卒業。和歌山県内の小中学校の教諭を務め、和歌山県教職員組合書記長、日本教職員組合中央執行委員、日本労働組合総評議会常任幹事などを歴任。
1952年（昭和27年）の第25回衆議院議員総選挙で和歌山2区から日本社会党左派公認で立候補して初当選する。以来当選8回。国会内では災害対策特別委員長などを務めた。1976年（昭和51年）の第34回総選挙に出馬せず引退。1985年死去。